# Bank of New York
Pour les articles homonymes, voir BNY.
La Bank of New York (Banque de New York) ou BNY est une entreprise financière globale (global custodian), spécialisée dans quatre domaines principaux : l'émission de titres, la banque privée, le Treasury Management et l'Investment Management. En juillet 2007, Bank of New York fusionne avec Mellon Financial pour former The Bank of New York Mellon.

## Origines
L’histoire de la Bank of New York commence en 1784. Alexander Hamilton, un avocat new-yorkais respecté et futur homme d’État, est choisi pour rédiger la nouvelle constitution de la banque.
En fondant la première banque de New York, Hamilton atteint l’objectif du gouvernement qui est de répondre à la demande des commerçants et citoyens et de stimuler la croissance et le développement de la communauté.
85 ans plus tard, Thomas Mellon, un juriste à la retraite créa, avec l’aide de ses fils Andrew et Richard, la « T. Mellon and Sons' Bank. » au 145 Smithfield Street à Pittsburgh. Leur banque contribua au développement de l’industrie sidérurgique et finança des sociétés telles que Alcoa ou Westinghouse.

## Quelques chiffres
- Chiffre d'affaires cumulé : 13 milliards de dollars
- Actif : 140 milliards de dollars
- Présent dans 37 pays, 6 continents
- Employés : 40 000